# لنگر، تاجیکستان
لنگر یک منطقهٔ مسکونی در تاجیکستان است که در ناحیه کوهستان مست‌چاه واقع شده‌است. لنگر ۹٬۶۶۶ نفر جمعیت دارد.